# Método lúdico
El método lúdico es un conjunto de estrategias diseñadas para crear un ambiente de armonía dónde los estudiantes que están inmersos en el proceso de aprendizaje, mediante el juego a través de actividades divertidas y amenas en las que pueda incluirse contenidos, temas o mensajes del currículo.  
El método lúdico no significa solamente jugar por recreación, sino por el contrario, seleccionar juegos formativos y compatibles con los valores de la educación. En donde el juego sea un medio en donde el niño se relacione con su entorno, forjando su entorno, su personalidad, permitiéndole conocer el mundo y desarrolle su creatividad e incrementen sus conocimientos.
- Los juegos en los primeros 3 a 6 años deben ser motrices y sensoriales.
- Los juegos entre los 7 y 12 años deben ser imaginativos e integradores.
- Los juegos en la adolescencia deben ser competitivos y científicos.

- Datos: Q6035862